# Brunella Andreoli
Bruna Maria Andreoli, detta Brunella (Milano, 8 dicembre 1960), è un'attrice e comica italiana.

## Biografia
Attrice sia teatrale che cinematografica, diplomata alla Scuola del Mimodramma di Milano, ha lavorato diversi anni nel cabaret. In televisione, nel 1990 ha partecipato al varietà di prima serata di Italia 1 Campione d'Italia della risata, mentre nella stagione successiva, nel 1991, ha fatto parte del cast del quiz Urka!, trasmesso anch'esso da Italia 1 e condotto da Paolo Bonolis, nel quale aveva il compito di "disturbare" lo svolgimento del gioco insieme a Leo Valli e Luca Laurenti.
Ha inoltre partecipato a Il TG delle vacanze, in onda su Canale 5, comparendo in seguito anche in Zelig. Dal 2005 al 2008 è stata la ladra Lilly nella sitcom Belli dentro, ma nella breve rievocazione all'interno della puntata del 28 novembre 2024 di Splendida Cornice con Geppi Cucciari, è stata sostituita da Brenda Lodigiani. È insegnante di recitazione per la cooperativa milanese di teatro Quelli di Grock.